# Eduard Hájek

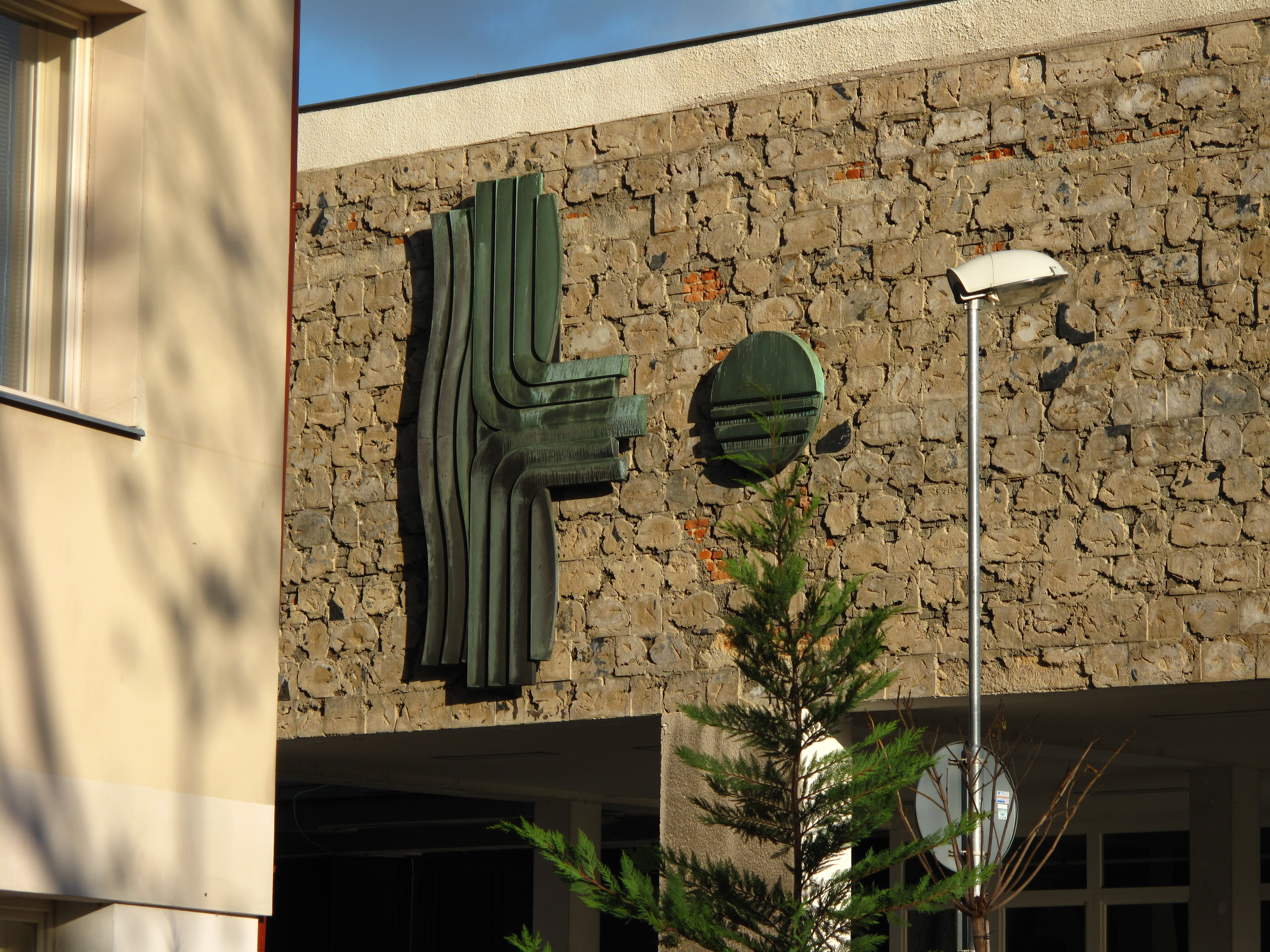
Plastika na administrativní budově Pražské vodohospodářské společnosti, Praha

Eduard Hájek (18. února 1928, Košice – 1. ledna 2016, Praha) byl slovenský akademický malíř, ilustrátor, grafik, typograf a sochař.

## Život
Eduard Hájek studoval v letech 1950–1953 na Vysoké škole uměleckoprůmyslové v Praze a pak v letech 1953–1955 malbu a grafiku na Akademii výtvarných umění v Praze u profesora Antonína Pelce.
Začínal jako autor filmových plakátů a ilustrací dětských knih. Po roce 1969 se věnoval především sochařství a během deseti let vytvořil řadu monumentálních prací ve spolupráci s architekty. V oblasti malby je jeho tematikou fantazijní a snově meditativní svět a jihočeská krajina. Společně se Zdeňkem Kolářským je spoluautorem tříkorunové československé mince z roku 1965.

## Z knižních ilustrací

### Česká literatura
- Vladimír Henzl: Dobrodružství doktora Haiga (1962).
- Alois Jirásek: Vojenské poídky (1961).
- Josef Kainar: Moje blues (1966).
- Petr Kettner: Dobrodružství v Čtvrtohorách (1976).
- Petr Kettner: Děti na prodej (1992).
- Karel Sellner: Osudná věštba (1988).
- Jan Suchl: Řekněte své jméno (1964).

### Světová literatura
- Vachtang Ananjan: Zajatci Pardálí soutěsky (1959).
- Bengt Danielson: Galimatyáš v Tichomoří (1964).
- Jurij Osipovič Dombrovskij: Ochránce starožitnost (1966).
- Lajos Hevesi: Dobrodružství Andráse Jelkyho (1985).
- Vsevolod Ivanov: Parchomenko (1957).
- André Laurie: Magnetová hora (1969).
- Jack London: Bílý Den (1967).
- Roger Martin du Gard: Starosvětská Francie (1963).
- Yvon Mauffret: Krásná Amaranta (1965).
- An Rutgers van der Loeff-Basenauová: Laviny nad vsí (1961).
- R. L. Stevenson – E. T. A. Hoffman: Dva muži na druhou (1968).
- Arkadij a Boris Strugačtí: Planeta nachových mračen (1962).
- Zajatci Velikého mozku (1973).